# Bruno Hauptmann
Pour les articles homonymes, voir Hauptmann (homonymie).
Bruno Richard Hauptmann (26 novembre 1899 - 3 avril 1936) est un criminel allemand, menuisier de métier et sportif, condamné à mort et exécuté pour l'enlèvement et le meurtre de Charles Augustus Lindbergh II, le fils de 20 mois du célèbre pilote Charles Lindbergh et de son épouse Anne Morrow Lindbergh. 
L'enlèvement du fils Lindbergh a provoqué l'indignation internationale et est resté connu comme « le Crime du Siècle » aux États-Unis. À la suite de ce fait divers dramatique, l'enlèvement et le rapt d'enfant sont devenus aux États-Unis un crime fédéral puni de la peine de mort.

## Biographie
Né à Kamenz, une ville de Saxe dans l'Empire allemand, Hauptmann fut soldat dans l'Armée allemande pendant la Première Guerre mondiale, combattant comme servant de mitrailleuse dans le Reserve Infanterie Regiment Nr. 192, Maschinengewehr Kompagnie Nr. 3. Il fut blessé au combat et asphyxié pendant une attaque au gaz. 
Après la guerre, incapable de trouver du travail en tant que menuisier, il devint criminel. Avec un autre vétéran, il dévalisa trois maisons et vola deux femmes au cours d'une attaque à main armée. Il fut pris et condamné à cinq ans de réclusion, il en effectua quatre à la prison de Bautzen. Peu de temps après sa libération, il fut accusé d'un autre crime, mais s'évada de prison en sortant tout simplement par une porte qui n'était pas gardée.
Il tenta d'émigrer aux États-Unis deux fois en s'embarquant clandestinement sur un navire, mais il fut découvert et reconduit à chaque fois en Allemagne. Pour sa troisième tentative en novembre 1923, il utilisa un déguisement et de faux papiers et réussit à entrer dans le pays.
En 1925, il épousa Anna Schoeffler, une immigrée allemande qu'il avait rencontrée aux États-Unis. Le couple s'installa dans une maison du Bronx et eut un fils. Hauptmann travailla comme menuisier et laissa apparemment son passé de criminel derrière lui.

## Affaire Lindbergh

### Enquête

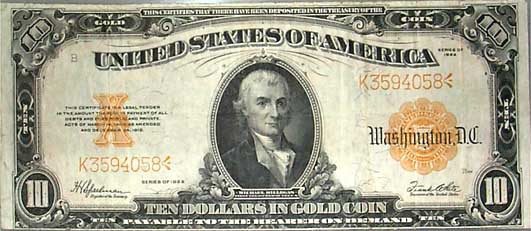
Certificat or de 10 $ (1907).

L'enlèvement de Charles Lindbergh Junior s'est déroulé dans la soirée du 1er mars 1932. Une rançon de 50 000 $ fut versée, mais l'enfant ne fut pas rendu à ses parents. Un corps identifié comme étant celui du jeune garçon fut découvert dans les bois le 12 mai 1932, à deux miles de la maison des Lindbergh. La mort fut attribuée à un coup très violent à la tête. Les ravisseurs auraient fait tomber l'enfant en l'enlevant de sa chambre située à l'étage par une échelle de fortune.
Plus de deux ans après, le 18 septembre 1934, un « Certificat or » appartenant à la rançon utilisé comme paiement dans une station-service fut découvert ; le pompiste avait noté un numéro de plaque d'immatriculation au dos. Ces certificats ayant été retirés rapidement de la circulation, en voir un était inhabituel ; dans ce cas, cela avait attiré l'attention. La plaque d'immatriculation était celle d'une Dodge Sedan bleu foncé appartenant à Hauptmann. Ce dernier fut arrêté le jour suivant et accusé du meurtre.

### Procès

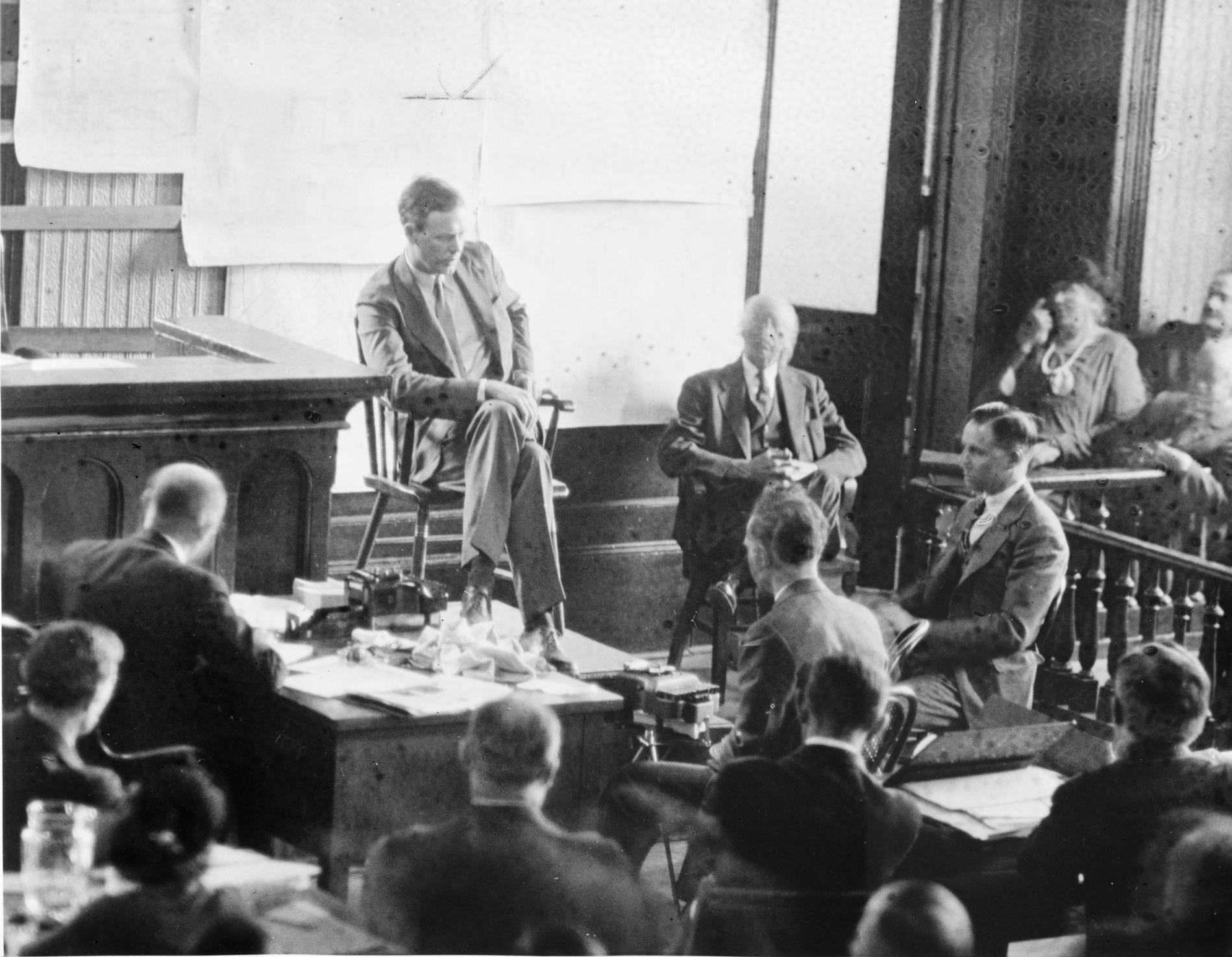
Bruno Hauptmann (de profil, à droite) lors du procès, Lindbergh témoignant.

Le procès suscita une large couverture médiatique et fut surnommé le « Procès du siècle ». Il se déroula à Flemington dans le New Jersey du 2 janvier au 13 février 1935 et fut filmé par des caméras pour la postérité. L'avocat de Hauptmann, Edward J. Reilly, fut engagé et payé par The Daily Mirror détenu par le magnat de presse William Randolph Hearst qui était un admirateur de Lindbergh et révélera par la suite qu'il détestait Hauptmann. Le colonel Henry S. Breckinridge fut l'avocat de Lindbergh tout au long du procès. Il avait servi d'intermédiaire pour les négociations liées à la rançon, assisté de Robert H. Thayer (en découvrant la disparition de son enfant, Lindbergh avait appelé Breckinridge avant d'avertir la police).
Les preuves à charge contre Hauptmann étaient constituées de plus de 14 000 $ provenant de la rançon, d'une échelle artisanale présumée avoir été utilisée lors de l'enlèvement (avec des échantillons de bois et l'équipement de menuisier trouvé à son domicile) et d'une expertise concluant que l'écriture et l'orthographe de Hauptmann étaient similaires à celles de la demande de rançon. Hauptmann fut reconnu comme l'homme à qui la rançon avait été remise. D'autres témoins ont certifié que c'était Hauptmann qui avait dépensé une partie des « certificats or » de la rançon Lindbergh, qu'il avait été vu près du Domaine de Hopewell, la demeure des Lindbergh, le jour de l'enlèvement et qu'il avait été absent à son travail le jour du paiement de la rançon.
Sur la base de ces preuves solides, mais indirectes, Hauptmann fut condamné à mort. Il nia sa culpabilité jusqu'au bout, insistant sur le fait que la boîte contenant les « certificats or » avait été laissée dans son garage par son ami Isidor Fisch, qui était retourné en Allemagne et y était mort de tuberculose en 1934.

### Exécution
Le 16 octobre 1935, Harold G. Hoffman (en), le gouverneur du New Jersey, (qui devint plus tard tristement célèbre pour détournement de fonds) avait secrètement rendu visite à Hauptmann dans sa cellule du couloir de la mort avec Anna Bading, une sténographe parlant couramment allemand. Hoffman pressa les autres membres de la Cour de Révision et d'Appel (la Cour suprême de l'État avant 1947) de rencontrer Hauptmann. Malgré son doute manifeste sur la culpabilité de Hauptmann, le gouverneur Hoffman fut incapable de convaincre les autres membres de la Cour de Révision et d'Appel de réétudier le dossier, et Hauptmann fut exécuté à Trenton dans la Prison d'État du New Jersey (en), le 3 avril 1936 sur la chaise électrique surnommée Old Smokey (La Vieille Fumante, NdT) par le célèbre bourreau Robert G. Elliott. Hauptmann avait demandé un dernier repas se composant de céleri, d'olives, d'un poulet, de frites, de pois cassés, de cerises et d'un gâteau. Les journalistes présents lors de l'exécution déclarèrent qu'il alla à la chaise électrique sans dire un mot, mais selon d'autres sources, il clama violemment son innocence.
Après l'exécution, Anna, la veuve de Hauptmann, demanda et reçut la permission spéciale exigée pour faire sortir le corps de son époux hors de l'État du New Jersey. Elle l'incinéra au crématorium américain, également appelé Fresh Pond Crematory, dans le voisinage de Maspeth dans le Queens à New York. Les obsèques furent religieuses (deux pasteurs luthériens célébrèrent le culte en allemand), et privées (d'après la loi du New Jersey les obsèques publiques n'étaient pas autorisées pour les criminels, la veuve de Hauptmann avait accepté ces conditions en recevant la dépouille). Six personnes seulement suivirent la cérémonie (la limite légale d'après la loi du New Jersey), mais une foule de plus de 2 000 personnes s'était rassemblée à l'extérieur. Anna Hauptmann avait prévu de retourner en Allemagne avec les cendres du défunt.

### Doute sur sa culpabilité
À la fin du XXe siècle, les preuves contre Hauptmann firent l'objet de suspicion. Par exemple, l'une des preuves était un numéro de téléphone gribouillé sur un carton dans son placard. Ce numéro correspondait à celui de l'homme chargé de remettre la rançon, le docteur Joseph F. Condon. Un juré a dit que c'était la preuve qui l'avait le plus convaincu, mais un journaliste a admis plus tard l'avoir écrit lui-même. Il a également été prétendu que les témoins qui ont indiqué avoir vu Hauptmann près de la propriété des Lindbergh n'étaient pas fiables (l'un étant atteint d'une cataracte sévère, l'autre se révélera être un escroc) et que ni Lindbergh, ni l'intermédiaire ayant remis la rançon n'identifièrent de suite Hauptmann comme l'homme l'ayant reçu.
On raconte que la police a battu Hauptmann et intimidé d'autres témoins, et certains prétendent qu'elle a fabriqué ou falsifié des preuves telles que l'échelle. On a également la certitude que la police a falsifié les feuilles de présence de Hauptmann et n'a pas tenu compte du témoignage de collègues certifiant que Hauptmann avait travaillé le jour de l'enlèvement. Pendant des années après l'exécution de Hauptmann, des billets provenant de la rançon ont continué à réapparaître à New York et dans le New Jersey. Ils furent tous rassemblés et détruits. Ceci et d'autres découvertes, conduisirent J. Edgar Hoover, le directeur du FBI, à s'interroger sur la conduite de l'enquête et le déroulement du procès (ce qui était pour lui un comportement plus qu'inhabituel).
La veuve de Hauptmann fit campagne jusqu'à la fin de sa vie pour la réhabilitation de son mari.

## Dans les arts

### Littérature
L'Affaire Armstrong dans Le Crime de l'Orient-Express (Murder on the Orient Express) d'Agatha Christie fait penser à cette tragédie. 

### Filmographie

#### Cinéma
Dans J. Edgar de Clint Eastwood sorti en 2011 Damon Herriman joue son rôle.

#### Télévision
Anthony Hopkins a incarné Hauptmann en 1976 dans L'Affaire Charles Lindbergh (The Lindbergh Kidnapping Case), un téléfilm américain de Buzz Kulik basé sur le procès. Stephen Rea a incarné Hauptmann dans un téléfilm de Mark Rydell produit par HBO en 1996 et intitulé Le Crime du Siècle . 

### Documentaire
En 2010, l'épisode 2 1936 : L'Affaire Lindbergh de la saison 2 de Mystère d'archives s'intéresse au rôle d'Hauptmann dans l'Affaire Lindbergh.